# Portugalský podengo
Portugalský podengo (portugalsky Podengo Português), někdy též portugalský králičí pes, je portugalské národní psí plemeno. Dělí se na tři velikostní rázy (velký, střední, malý) a každý ráz dále podle druhu srsti (krátkosrstý, dlouhostrstý). Chová se především jako společenský, závodní (coursing) či lovecký pes. Je velmi rychlý, hbitý a extrémně odolný.[zdroj⁠?!]
V České republice se řadí mezi málopočetná plemena, a to ještě jen u jeho malého velikostního rázu a hladkosrsté variety (střední a velký ráz se v ČR nevyskytuje).[zdroj⁠?!]

## Historie
Toto plemeno bývalo používáno v dřívějších dobách k lovu. Portugalský podengo velký (Podengo Português Grande) se používal převážně pro lov vysoké zvěře a prasat. Portugalský podengo střední (Podengo Português Medio) pak především lovil menší zvěř – králíky atd. Portugalský podengo malý (Podengo Português Pequeno) byl vyšlechtěn ze středního podenga, ale bez ztráty svých schopností, za účelem vyhánění králíků z nor (tam se střední nedostane).

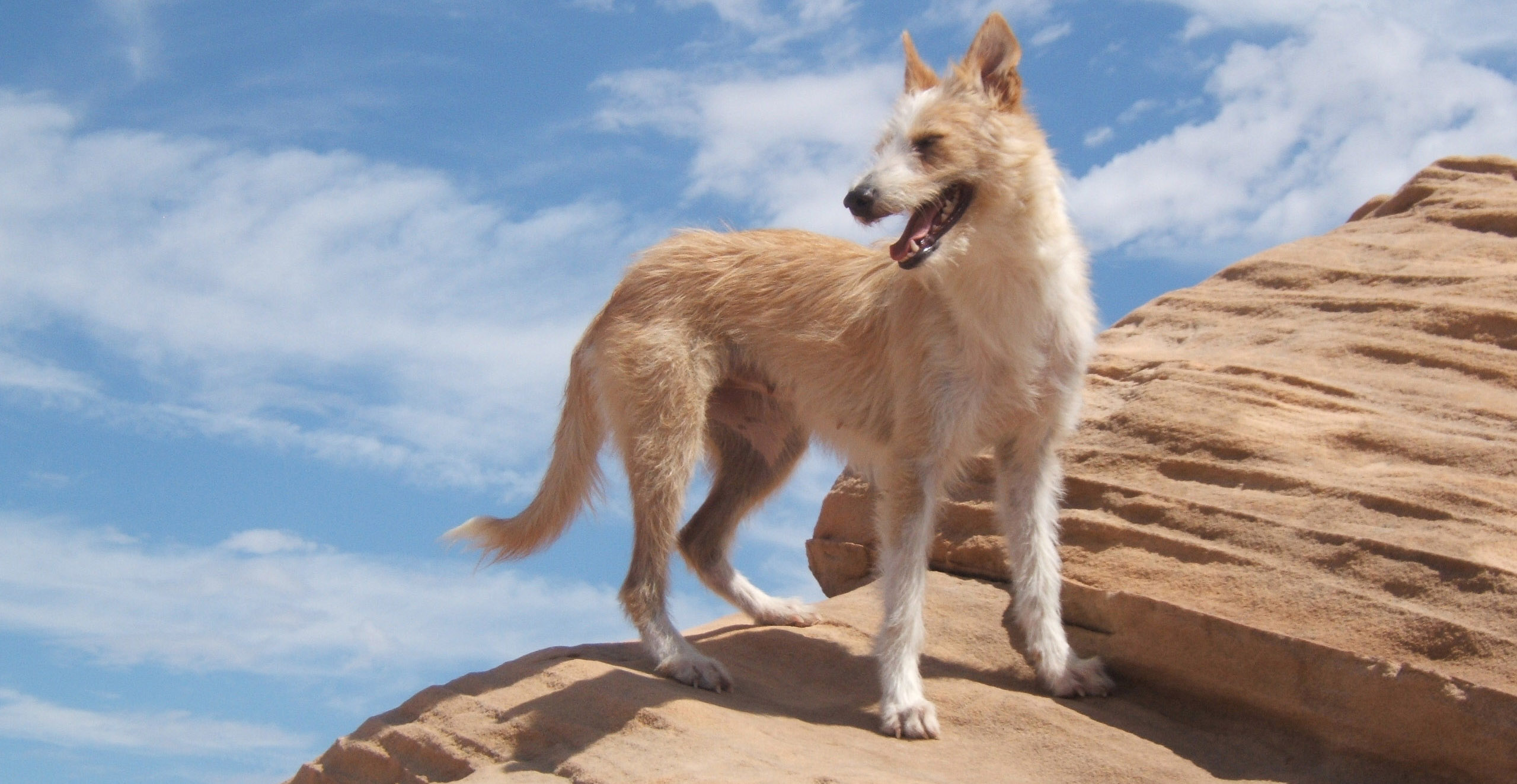
Portugalský podengo velký

Některé teorie tvrdí, že tento typ psa pochází z Malé Asie (oblast osídlená Féničany – asi 700 let před naším letopočtem), odtud se přes severní Afriku dostal do Středomoří a díky fénickým obchodníkům konečně do Portugalska.[zdroj⁠?!] Velký výskyt králíků v těchto dobách nejen v Portugalsku a lovecký styl plemene zapříčinily jeho rozšíření v těchto oblastech.
Různorodé vědecké genetické výzkumy ovšem došly k závěru, že podengo je typ psa, vztahujícího se ke zbytku evropských loveckých psů a není primitivnější než většina z nich.
S rozvojem zemědělství v Portugalsku v minulém století používání psů pro lov upadalo a zájem o plemeno také.[zdroj⁠?!] Nejhůře dopadl velký podengo, kterému ještě před několika lety hrozilo vymření – přestože je to portugalské národní plemeno, jeho záchranou se zabývají v celé zemi pouze dvě chovatelské stanice. Střední a především malý ráz mají ve světě daleko více nadšenců – mimo samotné Portugalsko je to Finsko, Švédsko, Spojené království, Německo a USA.

## Popis

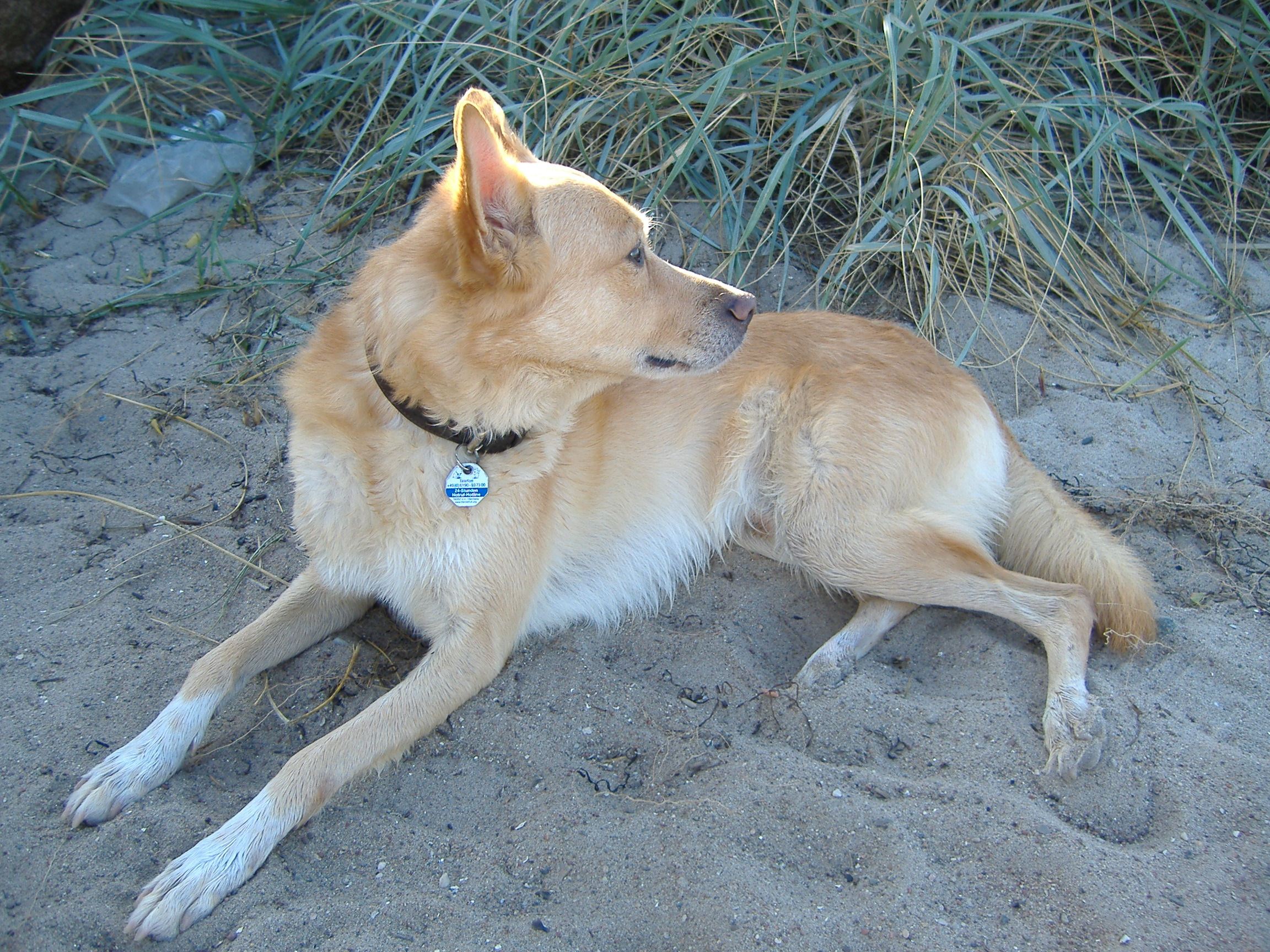
Portugalský podengo střední

Shrnutí standardu F.C.I. – Standard č. 94 / 03.11.1999 / GB

Vzhledem ke svým fyzickým dispozicím jsou vhodní pro lov, jak samostatně, tak i ve smečce. Dobří jsou však také jako hlídači (nejsou však agresivní).
Portugalský podengo střední je středně velký pes vyvážené proporce, silné kostry a dobrého osvalení. Povahově je odolný, nenáročný, velmi živý a chytrý. Hlava se výrazně sužuje směrem k čenichu (špičce tlamy), lebka z profilu skoro rovná, oblast mezi ušima je plochá, sotva patrný stop. Krk je silný, rovný, přiměřeně dlouhý. Charakteristický je dlouhý, rovný (může být mírně spáditý) trup, hřbetní linie je rovná nebo mírně vyklenutá. Bedra jsou rovná či mírně vyklenutá, silná a osvalená. Záď je střední délky, rovná nebo mírně spáditá, široká a osvalená. Hrudník dlouhý a hluboký. Břicho je mírně vtažené a spodní linie mírně stoupá. Ocase se sužuje směrem ke špičce, je silný, tlustý, střední délky, nasazený vysoko. V pohybu je nesený vzhůru – nesmí být však přetočen. V klidu je svěšený mezi zadními končetinami. Hrudní končetiny dobře osvalené, rovné a vertikální při pohledu z boku a zepředu. Zadní končetiny dobře osvalené, rovné a souběžné. Strst je střední délky, bez podsady. U krátkosrsté variety je hladká a hustější. Dlouhosrstá varieta má drátovitou srst a pod spodní čelistí je patrná bradka. Převládajíci barvy jsou žlutá, béžová, černá a bílá – ta buď jako znaky nebo základ se znaky v prvních třech barvách. Pohyb je rychlý a lehkonohý.[zdroj⁠?!]

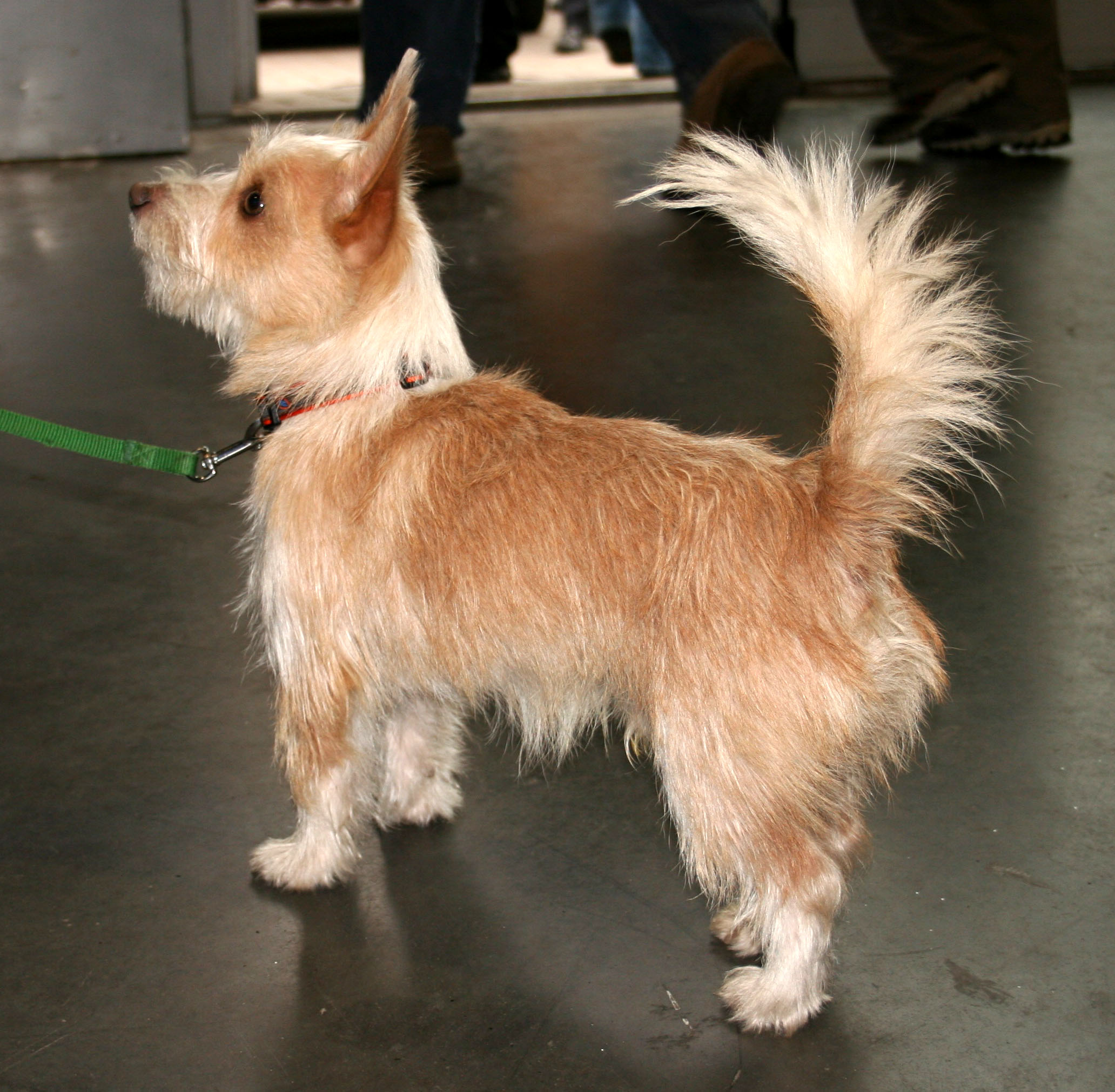
Portugalský podengo malý (dlouhosrstý)

U malé varianty je popis obdobný jako u středního podenga, jde však spíše o malého psa s protaženými proporcemi a mírně vyklenutou nebo rovnou lebkou. Délka těla přesahuje kohoutkovou výšku a končetiny jsou krátké, předloktí rovné nebo málo stočené dovnitř.[zdroj⁠?!]
Velký podengo se od středního liší tím, že jde o silnějšího psa se spoustou hmoty.[zdroj⁠?!]